# Zamboanga
Zamboanga City is een stad in het zuiden van de Filipijnen. De stad ligt op het Zamboanga-schiereiland en is een zogenaamde chartered city. Dat houdt in dat de stad geen onderdeel uitmaakt van een provincie. De stad was de regionale hoofdstad totdat Pagadian City dat werd. Bij de laatste census in 2010 telde de stad ruim 807.000 inwoners.
Zamboanga heeft een lange geschiedenis die reeds begon voor de komst van de Europeanen. Voor de Spanjaarden was de stad van militair belang. De strategische ligging van de stad, op de zuidwestelijke punt van Mindanao, was ideaal om aanvallen van de naburige moslimstaten, andere Europese mogendheden en piraten het hoofd te kunnen bieden. Het zeventiende-eeuwse Fort Pilar is tegenwoordig de belangrijkste bezienswaardigheid van de stad en symboliseert het culturele erfgoed van Zamboanga City.
De stad beschikt over een eigen vliegveld, waarvan de landingsbaan eveneens in gebruik is bij de Filipijnse luchtmacht, die Zamboanga als uitvalsbasis gebruikt in de strijd tegen Islamitische opstandelingen.

## Geografie

### Bestuurlijke indeling
Zamboanga City is onderverdeeld in de volgende 98 barangays:
| - Abong Abong - Arena Blanco - Ayala - Baliwasan - Baluno - Boalan - Bolong - Buenavista - Bunguiao - Busay - Cabaluay - Cabatangan - Cacao - Calabasa - Calarian - Camino Nuevo - Campo Islam - Canelar - Capisan - Cawit - Culianan - Curuan - Daap - Dita - Divisoria - Dulian (Upper Bunguiao) - Dulian (Upper Pasonanca) - Guisao - Guiwan - Kasanyangan - La Paz - Labuan - Lamisahan - Landang Gua | - Landang Laum - Lanzones - Lapakan - Latuan (Curuan) - Licomo - Limaong - Limpapa - Lubigan - Lumayang - Lumbangan - Lunzuran - Maasin - Malagutay - Mampang - Manalipa - Mangusu - Manicahan - Mariki - Mercedes - Muti - Pamucutan - Pangapuyan - Panubigan - Pasilmanta (Sacol Island) - Pasobolong - Pasonanca - Patalon - Putik - Quiniput - Recodo (formerly La Caldera) - Rio Hondo - Salaan - San Jose Cawa-Cawa | - San Jose Gusu - San Roque - Sangali - Sibulao (Curuan) - Sinubong - Sinunoc - Sta. Barbara - Sta. Catalina - Sta. Maria - Sto. Niño - Tagasilay - Taguiti - Talabaan - Talisayan - Talon-Talon - Taluksangay - Tetuan - Tictapul - Tigbalabag - Tigtabon - Tolosa - Tugbungan - Tulungatung - Tumaga - Tumalutab - Tumitus - Victoria - Vitali - Zambowood - Zone I - Zone II - Zone III - Zone IV |

## Demografie
Zamboanga City had bij de census van 2010 een inwoneraantal van 807.129 mensen. Dit waren 32.722 mensen (4,2%) meer dan bij de vorige census van 2007. Ten opzichte van de census van 2000 was het aantal inwoners gegroeid met 205.335 mensen (34,1%). De gemiddelde jaarlijkse groei in die periode kwam daarmee uit op 2,98%, hetgeen hoger was dan het landelijk jaarlijks gemiddelde over deze periode (1,90%).

De bevolkingsdichtheid van Zamboanga City was ten tijde van de laatste census, met 807.129 inwoners op 1414,7 km², 570,5 mensen per km².

## In het nieuws
- Op 24 maart 2006 verwoestte een grote brand een sloppenwijk in Zamboanga City. Er werden 1500 huizen verwoest, hierdoor raakte bijna 5000 mensen dakloos.

## Geboren in Zamboanga
- Roseller Lim (9 februari 1915), politicus (overleden 1976);
- Cesar Climaco (28 februari 1916), burgemeester Zamboanga (overleden 1984);
- Maria Clara Lobregat (26 april 1921), politicus (overleden 2004);
- Jolico Cuadra (24 mei 1939), dichter en kunstcriticus (overleden 2013);
- Jainal Antel Sali jr. (1 juni 1964), leider van de islamitische terreurorganisatie Abu Sayyaf (overleden 2007);
- Harry Tañamor (20 augustus 1977), amateurbokser;
- Roberto Gomez (5 oktober 1978), pool-biljarter;
- Hidilyn Diaz (20 februari 1991), gewichthefster;
- Eumir Marcial (29 oktober 1995), bokser.